# 广西山蓝
广西山蓝（学名：Peristrophe guangxiensis）是爵床科观音草属的植物，是中国的特有植物。分布在中国大陆的广西等地，多生于林下，目前尚未由人工引种栽培。
其种加词“guangxiensis”意为“广西的”。
现接受名为Dicliptera guangxiensis (H.S.Lo & D.Fang)。